# Državljanska vojna
Državljanska vojna je vojna med organiziranima skupinama znotraj države ali republike, ali, manj pogosto, med dvema deželama, ki sta nastali iz prejšnje enotne države.
Namen ene strani je prevzeti nadzor nad deželo ali regijo, doseči neodvisnost regije ali spremeniti politiko vladanja.
Têrmin izhaja iz latinskega izraza bellum civile, s katerim so označevali različne državljanske vojne v rimskem imperiju v 1. stoletju pr. n. št.
Državljanska vojna je konflikt visoke intenzitete, pogosto vključuje redne oborožene sile, ustanovljen in organiziran je v velikem obsegu. Državljanske vojne se lahko končajo z mnogimi invalidi, žrtvami in ogromno porabo pomembnih virov.
Državljanske vojne, ki so se pojavljale od konca druge svetovne vojne, so trajale povprečno nekaj več kot 4 leta. Državljanske vojne, ki so potekale v letih od 1900 do 1944, so trajale povprečno leto in pol. Medtem, ko je bil nivo pojavljanja novih državljanskih vojn od sredine 19. stoletja relativno stabilen, je njihovo podaljšanje vodilo do povečanega števila vojn, ki so potekale istočasno. V prvi polovici 20. stoletja istočasno ni potekalo več kot 5 vojn. Ob koncu hladne vojne je sočasno potekalo več kot 20 državljanskih vojn. Od leta 1945 so državljanske vojne povzročile 26 milijonov beguncev in smrt več kot 25 milijonov ljudi. Državljanske vojne povzročajo tudi ekonomske zlome; Somalija, Mjanmar, Uganda in Angola so primeri nacij, ki so imele obetavno prihodnost, dokler se niso znašle v državljanskih vojnah.

## Uradna razdelitev
James Fearon, strokovnjak za državljanske vojne na  Univerzi Stanford, definira državljansko vojno kot »nasilen konflikt v deželi, kjer se vojskujejo organizirane skupine, katerih namen je prevzeti moč nad središči v regiji, ali spremeniti vladne politike.« Ann Hironaka opredeljuje, da je ena stran v spopadu vladna. Intenziteta, pri kateri državljanska motnja postane vojna, je dogovorjena. Nekateri politični strokovnjaki definirajo kot državljansko vojno tisto, v kateri je več kot 1.000 žrtev, medtem ko drugi trdijo, da mora biti na vsaki strani vsaj 100 žrtev. Correlates of War, zbirka podatkov, ki jo uporabljajo preučevalci konfliktov, razvršča državljanske vojne glede na to, ali je zaradi vojne v enem letu umrlo več kot 1.000 ljudi. To je majhno število glede na 1 milijon mrtvih v Drugi sudanski državljanski vojni ali Kamboški državljanski vojni, izključuje pa več visoko publiciranih konfliktov, kot so bili The Troubles na Severnem Irskem in boje Afriškega nacionalnega kongresa v obdobju Apartheida v Južnoafriški republiki.
Glede na kriterij 1.000 žrtev/leto konflikta je bilo 213 državljanskih vojn v obdobju od 1816 do 1997; 104 so se zgodile v letih od 1944 do 1997. Če uporabimo omiljen kriterij 1.000 žrtev, je med 1945 in 2007 90 državljanskih vojn, od tega jih je leta 2007 potekalo 20.
Ženevska konvencija natančno ne definira têrmina »državljanska vojna«, prav tako ne določa odgovornosti strani v »oboroženem konfliktu, ki ni mednarodnega značaja«. To vključuje državljansko vojno, čeprav v besedilu ženevske konvencije ni njene točne definicije.
Komentar deklaracij je pripravil Mednarodni komite Rdečega križa.

## Vzroki državljanskih vojn po Collier–Hoefflerjevem modelu
Strokovnjake, ki preučujejo vzroke državljanskih vojn, privlačita dve nasprotujoči si teoriji – pohlep ali zamera: ali konflikte povzroča to, kar ljudje so, pa naj bo to definirano v pojmih etničnosti, religije ali drugih družbenih pripisljivostih; ali se konflikti začnejo, ker je to v najboljšem ekonomskem interesu posameznikov ali skupin, da jih začnejo? Strokovne analize podpirajo zaključek, da so za napovedovanje pojava državljanske vojne ekonomski in strukturni dejavniki pomembnejši od dejavnikov identitete.
V začetku 21. stoletja je Svetovna banka izvedla pregledno raziskavo državljanskih vojn. Študijski okvir, ki so ga poimenovali Collier–Hoefflerjev model, je zajel 78 petletnih obdobij, ko so se v letih od 1960 do 1999 dogajale državljanske vojne. Primerjali so jih s 1167 petletnih obdobij »brez državljanskih vojn«. Zbir podatkov so analizirali z regresijsko analizo, da bi videli učinek različnih dejavnikov. Dejavniki, ki so imeli statistično signifikanten učinek na možnost, da se državljanska vojna zgodi v kateremkoli danem petletnem obdobju, so bili:
Finančne zmožnosti
Velik delež primarnih dobrin v nacionalnih izvozih pomembno poveča tveganje konflikta. Dežela na »vrhuncu nevarnosti«, katere dobrine predstavljajo 32 % bruto domačega proizvoda, imajo 22 % tveganje, da zapadejo v državljansko vojno v danem petletnem obdobju. Dežela brez izvoza primarnih dobrin ima 1 % tveganje. Po razdelitvi dežel na skupine glede na vrsto izvoza, se je razlika pokazala le med naftno in nenaftno skupino. Dežela z relativno nizko ravnjo odvisnosti od naftnega izvoza je imela malenkost nižje tveganje, medtem kot je visoka raven odvisnosti od nafte kot izvoznega sredstva imela malenkost višje tveganje za državljansko vojno kot odvisnost dežele od druge primarne dobrine. Avtorji študije razlagajo to kot rezultat enostavnosti, s katero je mogoče izkoriščati ali zavzeti primarne dobrine v primerjavi z drugimi oblikami dobrin. Lahko je zavzeti in nadzorovati izplen rudnika zlata ali naftnega polja v primerjavi s sektorjem obrti ali zdravstvenih storitev.
Drugi vir finančnih prihodkov je nacionalna diaspora, ki lahko iz tujine podpira upornike in paravojaške enote. Študija je pokazala, da je statistično zamenjavo v velikosti diaspore od najmanjše v študiji do največje rezultirala v 6-kratnem porastu v možnosti državljanske vojne.
Cena upora
Višji vpis moških v srednje šole, dohodek na prebivalca in delež ekonomske rasti so imeli pomemben vpliv na zmanjševanje možnosti državljanske vojne. Specifično, odstotek moških, vključenih v srednjo šolo, ki je bil 10 % nad povprečjem, je zmanjšal možnost državljanske vojne za 3 %, medtem ko je delež rasti, višji kot 1 %, zmanjšal možnost državljanske vojne za 1 %. Študija je interpretirala te tri dejavnike kot orodja, da se ljudje odpovejo uporu. Nižja cena odpovedi uporu ga podkrepi. Z drugimi besedami, mladi moški (ti sestavljajo večino udeležencev v državljanskih vojnah) se bodo manj verjetno pridružili upornikom, če bodo izobraženi ali bodo imeli dobro plačo in bodo lahko razumno sklepali, da bodo v prihodnosti uspeli.
Nizek dohodek na prebivalca je bil predlagan med vzroki za zamero, kar spodbuja oborožen upor. Da bi bilo to res, bi morali pričakovati, da je ekonomska neenakost ravno tako pomemben dejavnik v uporih, vendar ni. Študija je tako zaključila, da ekonomski model cene upora bolje razloži te najdbe.
Bojne prednosti
Visok delež razpršene populacije in v manjšem obsegu, prisotnost gorskega terena, sta povečala verjetnost konflikta. Oba dejavnika sta bila v prid uporu - populacijo, ki je razpršena čez mejo dežele, je težje nadzorovati kot tisto, ki je zbrana v osrednji regiji; gore nudijo teren, kjer uporniki lahko iščejo zatočišče.
Zamera
Večina trditev za zamero – teorijo, da se državljanske vojne začnejo zaradi vprašanj identitete bolj kot ekonomije - je bilo statistično nepomembnih, vključno z ekonomsko primerljivostjo, političnimi pravicami, etnično polarizacijo in religijsko frakcionalizacijo (tj. obstojem različnih religijskih skupin). Le etnična dominanca, kadar največja etnična skupina predstavlja večino populacije, poveča tveganje za državljansko vojno. Dežela, za katero je značilna etnična prevlada, ima skoraj dvojno možnost pojava državljanske vojne. Kombinirani učinki etničnih in religioznih frakcionalizacij (npr. večja je možnost, da bosta dve naključno izbrani osebi iz drugačne etnične ali religiozne skupine, manjša je možnost pojava državljanske vojne) so bili ravno tako pomembni in pozitivni, kakor dolgo se je dežela izogibala etnični nadvladi. Raziskava je to interpretirala, da se bodo manjšine bolj verjetno uprle, če bodo čutile, da so nadvladane, toda upor se bo bolj verjetno zgodil v bolj homogeni populaciji in tako bolj kohezivni za upor. Ta dva dejavnika lahko vzajemno zmanjšujeta drug drugega.
Velikost populacije
Različni dejavniki, ki prispevajo k tveganju državljanske vojne, se povečujejo z velikostjo populacije. Tveganje državljanske vojne se povečuje približno sorazmerno z velikostjo populacije dežele.
Čas
Več časa, kot je preteklo od zadnje državljanske vojne, manj verjetno je, da se bo konflikt ponovil. Raziskava ima za to dve možni razlagi: osnovano na možnosti in osnovano na zameri. Pretečeni čas lahko predstavlja depreciacijo kapitala, za katerega so se borili uporniki in tako poveča ceno obuditve konflikta. Alternativno, pretekli čas lahko predstavlja stopenjski proces ozdravitve starih sovražnikov. Študija je ugotovila, da je navzočnost diaspore bistveno znižala pozitivni učinek časa, saj so sredstva iz diaspore ponastavila depreciacijo za upornike značilnega kapitala.

## Drugi vzroki
Evolucijski psiholog Satoshi Kanazawa je trdil, da je pomemben vzrok konfliktov med različnimi skupinami lahko tudi relativna razpoložljivost ženske v reprodukcijskem obdobju. Ugotovil je, da je mnogoženstvo (poliginija) zelo povečalo pogostost državljanskih vojn, vendar ne vojn med državami. Gleditsch s sodelavci ni našel odnosa med etničnimi skupinami s poliginijo in povečano pogostostjo državljanskih vojn, vendar da imajo, kjer je poligamija legalna, več državljanskih vojn. Trdi, da je misoginija boljša razlaga od poliginije. Ugotovili so, da je bilo izboljšanje pravic žensk povezano z manjšim številom državljanskih vojn in da legalna poligamija ni imela nobenega učinka na nadzorovanje pravice žensk.

## Trajanje državljanskih vojn
Ann Hironaka, avtorica dela Neverending Wars, deli moderno zgodovino državljanskih vojn sledeče:
- pred 19. stoletjem,
- 19. stoletje in zgodnje 20. stoletje,
- pozno 20. stoletje.

V Evropi 19. stoletja je čas trajanja državljanskih vojn znatno padel, predvsem zaradi narave konfliktov kot bojev za centre moči v deželi, moči centraliziranih vlad, in navadno hitrih in odločnih intervencij drugih držav, ki so podprle vlado. Po drugi svetovni vojni je trajanje vojn preraslo norme, ki so veljale v obdobju pred 19. stoletjem, predvsem zaradi šibkosti mnogih postkolonialnih držav in intervencij glavnih sil na obeh straneh konflikta. Najbolj očitna lastnost, ki jo imajo državljanske vojne je, da se dogajajo v šibkih deželah.

### Državljanske vojne v 19. in začetku 20. stoletja
Državljanske vojne v 19. stoletju in zgodnjem 20. stoletju so bile kratke. Državljanske vojne med 1900 in 1944 so povprečno trajale leto in pol. Država je oblikovala očiten center avtoritete v večini primerov in državljanske vojne so se odvijale pod nadzorom države. To pomeni, da je lahko tisti, ki je nadzoroval prestolnico in vojsko, zatrl odpor. Upor, ki ni mogel hitro zasesti prestolnice in nadzorovati vojske, je bil obsojen na propad. Na primer, boji, povezani s pariško komuno (leta 1871), so potekali večinoma v Parizu in so se končali, ko je vojska podprla parlament v Versaillesu in zavzela Pariz.
Moč nedržavnih dejavnikov je vodila v zmanjšanje pomena suverenosti v 18. in 20. stoletju, kar je še bolj zmanjšalo število državljanskih vojn. Berberski pirati z Berberske obale so bili priznani kot de facto država zaradi svoje vojaške moči. Berberskim piratom se zato ni bilo treba upirati Otomanskemu cesarstvu - državi, v kateri so živeli - da bi dosegli prepoznavnost svoje suverenosti. Države, kot sta Virginia in Massachusetts v ZDA, nimajo statusa suverene države, vendar so politično in ekonomsko zelo neodvisne; s šibkim zveznim nadzorom, kar zmanjšuje težnje po odcepitvi.
Dve glavni globalni ideologiji, monarhizem in demokracija, sta vodili do več državljanskih vojn. Bipolaren svet, razdeljen med ti dve ideologiji, se ni razvil, predvsem zaradi nadvlade monarhistov v tem obdobju. Monarhisti so običajno v drugih deželah intervenirali, da bi ustavili demokratično gibanje, ki je prevzemalo nadzor in oblikovalo demokratične vlade. Te so monarhisti videli kot nevarne in nepredvidljive. Velesile (kakor jih je definiral Dunajski kongres leta 1815: Združeno kraljestvo, Avstrijska monarhija, Prusija, Francija, Rusija) so pogosto koordinirale intervencije v državljanskih vojnah drugih narodov, skoraj vedno na strani takratne vlade. Zaradi vojaške moči velesil so se te intervencije skoraj vedno izkazale kot odločne in so hitro končale državljanske vojne.
Vendar obstaja nekaj izjem, ki ne sledijo pravilu kratkih državljanskih vojn v tem obdobju. Ameriška državljanska vojna (1861–1865) je bila neobičajna zaradi vsaj dveh razlogov. Potekal je boj za lokalne identitete kot tudi za politične ideologije. Bolj kot z odločnim spopadom za prevzem nadzora nad prestolnico, kar je bila norma, se je končala skozi oslabitveno vojno (war of attrition). Ravno tako je izjema Španska državljanska vojna (1936–1939), saj sta obe udeleženi strani prejemali podporo intervenirajočih velesil. Nemčija, Italija in Portugalska so podpirale opozicijskega voditelja Francisca Franca, medtem ko sta Francija in Sovjetska zveza podpirali vlado.

### Državljanske vojne od leta 1945
V 90. letih 20. stoletja je vsako leto sočasno potekalo več kot 20 državljanskih vojn. To je 10-krat več od zgodovinskega povprečja od 19. stoletja dalje. Delež državljanskih vojn ni narasel znatno. Drastičen porast v številu vojn po drugi svetovni vojni je bil rezultat potrojitve trajanja povprečne dolžine državljanske vojne; in sicer so trajale več kot 4 leta. Ta porast je bil rezultat povečanega števila držav, fragilnosti držav, ustanovljenih po letu 1945, upada števila meddržavnih vojn in hladnovojno rivalstvo.
Po drugi svetovni vojni so se glavne evropske sile v povečanem deležu odrekle kolonijam. Število nekdanjih kolonialnih držav se je s predvojnih 30 povzpelo na 120 povojnih. Delež nastajanja držav se je ustalil v 80. letih; in takrat je nekaj kolonij ostalo. Več držav je prav tako pomenilo tudi več držav, kjer so se lahko pojavile dolge državljanske vojne. Hironaka je statistično izmerila vpliv povečanega števila bivših kolonialnih držav kot povečanje incidence državljanskih vojn po drugi svetovni vojni. Incidenca je znašala + 165 % glede na tisto pred letom 1945.
Čeprav so nekdanje kolonialne države poskušale slediti načrtu idelizirane države – centralizirana vlada, teritorij označen z jasnimi mejami in državljani z jasnimi pravicami – kakor tudi z dodatki, ko so nacionalna zastava in himna, sedež v Organizaciji združenih narodov in uradna ekonomska politika, so bile dejansko šibkejše kot zahodne države, ki so jim služile za model. V zahodnih državah se je struktura vladanja skladala z dejanskimi zmožnostmi držav, ki so se trudoma razvijale skozi stoletja. Razvoj močnih administrativnih struktur, predvsem teh, ki so povezane s pobiranjem davkov, je močno povezan z intenzivnim bojevanjem med plenilskimi evropskimi državami v 17. in 18. stoletju, ali kakor je dejal Charles Tilly: »Vojna je ustvarila državo in država je ustvarila vojno« (angleško War made the state and the state made war). V 19. stoletju je bila tvorba modernih držav kot sta Nemčija in Italija, močno povezana z vojnami širjenja in povezovanja, ki sta jih vodili Prusija in Sardinija. Zahodni proces tvorbe učinkovite in brezosebne birokaracije, razvoja učinkovitih davčnih sistemov in integriranja nacionalnega teritorija se je nadaljeval v 20. stoletje. Zahodne države, ki so obstale do druge polovice 20. stoletja, so bile obravnavane kot močne zaradi preprostega razloga – uspele so razviti institucionalne strukture in vojaško kapaciteto, ki so jim omogočale, da so preživele plenilstvo drugih držav.
Dekolonizacija je popolnoma drugačen proces od tvorbe države. Večina imperialnih sil ni uvidela potrebe pripraviti svoje kolonije na neodvisnost. Velika Britanija je dala delno samoupravo Indiji in Šrilanki, medtem ko je Britansko Somalijo obravnavala le malo več kot trgovsko točko. Vse glavne odločitve glede francoskih kolonij so sprejemali v Parizu. Belgija je prepovedala kakršnokoli samoupravo, dokler ni v 60. letih svojim kolonijam nenadoma zagotovila neodvisnosti. Novim nekdanjim kolonijam se je dogajalo enako kot zahodnim državam v prejšnjih stoletjih. Manjkalo jim je avtonomne birokracije, ki bi svoje odločitve utemeljevala na koristi družbe kot celote in ne kot odgovor na korupcijo in nepotizem v korist določene interesne skupine. V takšni situaciji frakcije manipulirajo z državo, da zase pridobijo koristi, ali, državni voditelji uporabljajo birokracijo, da koristi njihovim lastnim interesom. Pomanjkanje kredibilnega vodenja se je pridružilo dejstvu, da je večina kolonij ob osamosvojitvi pridelovala izgubo. Manjkala jim je produktivna ekonomska osnova in davčni sistem, da bi učinkovito črpali vire iz ekonomskih aktivnosti. Izjema glede profitabilnosti je Indija; nekateri strokovnjaki k profitabilnim državam prištvajo tudi Ugando, Malezijo in Angolo. Imperialne sile teritorialne celovitosti niso obravnavale kot prioriteto in nastajajoči nacionalizem so zatirale kot grožnjo svojim pravilom. Mnogo novih neodvisnih držav je ugotovilo, da so ubobožane, z minimalno upravno kapaciteto in razdrobljeno družbo, medtem ko so se srečevale s pričakovanji, da bodo takoj zadostile zahtevam moderne države. Takšne država se obravnava kot šibke oz. fragilne. Kategorizacija močne-šibke ni enako kot zahodne-nezahodne; enako kot se obravnava latinskoameriški državi kot sta Argentina in Brazilija in bližnjevzhodni državi kot sta Egipt in Izrael, kot tiste z močno upravo in ekonomsko strukturo.
Mednarodna skupnost je imela šibke države za tarče prisvojitve njihovega teritorija ali kolonialne nadvlade ali pa so te države razpadle na majhne dele, ki so jih lokalne oblasti lahko učinkovito upravljale in branile. Mednarodne norme glede suverenosti so se spremenile v začetku druge svetovne vojne tako, da so podpirale in vzdrževale obstoj šibkih držav. Šibke države dobijo de jure suverenost, ki je enaka drugim državam, tudi takrat, ko nimajo de facto suverenosti ali nadzora nad svojim ozemljem, vključno s privilegiji mednarodne diplomatske priznanosti in enakega glasu v Organizaciji združenih narodov. Mednarodna skupnost jim ponuja razvojno pomoč, kar omogoča vzdrževanje videza funkcionalne moderne države; država daje vtis, da je sposobna zadostiti odgovornostim nadzora in reda. Tvorba močnih režimov in norm mednarodnega prava proti teritorialni agresiji je močno povezana z dramatičnim upadom v številu meddržavnih vojn, čeprav se to pripisuje učinkom hladne vojne ali spreminjajoči naravi ekonomskega razvoja. Posledično je vojaška agresija, ki je privedla do priključitev ozemelj, postala deležna vedno večjega mednarodnega obsojanja, diplomatske cenzure, zmanjšanja mednarodne pomoči ali uvedbe ekonomskih sankcij. V primeru kuvajtske invazije na Irak leta 1990 je mednarodna vojaška intervencija obrnila teritorialno agresijo. Podobno je mednarodna skupnost močno zavrnila priznavanje odcepljenih regij, medtem ko je zadrževala nekatere odcepljene samooklicane države kot je bil Somaliland, v negotovosti diplomatskega priznanja. Hironakina statistična študija je našla korelacijo, ki pravi, da je vsaka glavna mednarodna protiodcepitvena deklaracija povečala število potekajočih državljanskih vojn za 10 %, ali v skupnem za 114 % od 1945 do 1997. Diplomatska in legalna zaščita, ki jo nudi mednarodna skupnost, kakor tudi ekonomska podpora šibkim vladam in odvračanje od odcepitev so imele nenančrtovane učinke na spodbujanje državljanskih vojn.
Od leta 1945 je bilo v državljanskih vojnah ogromno mednarodnih intervencij, ki so vojne le podaljšale. Intervencije obstajajo, odkar obstaja mednarodni sistem, vendar se je njihova narava bistveno spremenila. Značilno je postalo, da so vladajoče in opozicijske skupine prejemale tujo podporo, kar je omogočalo, da so se vojne nadaljevale tudi potem, ko so bili domači viri izkoriščeni. Supersile, kot so bile evropske velesile, niso nikoli čutile nobenega obžalovanja zaradi intervencij v državljanskih vojnah, ki so škodovale njihovim interesom, medtem ko so oddaljene lokalne sile, kot so bile ZDA, leta 1821 sprejele intervencionistično Monroejevo doktrino zaradi dogodkov na dvorišču Srednje Amerike. Velika populacija šibkih držav je po letu 1945 dovolila intervencije nekdanjih kolonialnih sil, lokalnih sil in sosednjih držav, ki so same pogosto imele šibke vire. Povprečno je bila državljanska vojna z meddržavno intervencijo 300 % daljša kot tista brez intervencije. Po razdelitvi na skupine je bila državljanska vojna z intervencijo le na eni stani 156 % daljša, medtem ko je intervencija na obeh straneh podaljšala povprečno državljansko vojno za dodatnih 92 %. Če je bila ena od intervenirajočih strani supersila, se je državljanska vojna podaljšala še za 72 %. Konflikt, kot je bila Angolska državljanska vojna, v kateri je bila tuja intervencija na obeh straneh, vključno s supersilo (v primeru Angole sta bili 2), je bil 583 % daljši od povprečne državljanske vojne brez mednarodne intervencije.

### Učinki hladne vojne
Hladna vojna (1945–1989) je omogočala svetovno omrežje materialne in ideološke podpore, ki je podaljševala državljanske vojne. Te so se večinoma odvijale v šibkih nekdanjih kolonialnih deželah, bolj kot v relativno močnih državah, ki so bile povezane v Varšavski pakt in v NATO. V nekaterih primerih so velesile vsiljevale ideologijo hladne vojne v lokalne konflikte; v drugih so lokalni akterji uporabljali to ideologijo, da bi pridobili pozornost velesil in njihovo podporo. Z uporabo ločene statistične ocene, kot je bila uporabljena prej za intervencije, so državljanske vojne, ki so vključevale pro- ali protikomunistične sile, trajale 141 % dlje kot povprečen nehladnovojni konflikt. Hladnovojna državljanska vojna, ki je pritegnila intervencijo velesil, je značilno trajala več kot trikrat dlje kot druge državljanske vojne. Konec hladne vojne, ki ga označuje padec Berlinskega zidu leta 1989, je pomenil skrajšanje trajanja hladnovojnih državljanskih vojn v 92 % – to pomeni skoraj 10-kratni porast v deležu razrešitve hladnovojnih državljanskih vojn. Dolge državljanske vojne, povezane s hladno vojno, vključujejo Gvatemalsko (1960–1996), Salvadorsko (1979–1991) in Nikaragovsko (1970–1990).